# フィニアスとファーブのトークしまショー
『フィニアスとファーブのトークしまショー』（原題：Take Two with Phineas and Ferb）は、2010年からディズニー・チャンネルで放送されているトーク番組。

## 概要
フィニアスとファーブが実在の有名人をゲストとして招くトーク番組。Dlifeの公式サイトによると、「実在のスターをアニメーションの中にゲストとして招くトーク番組。世界的なビッグネームだけが出演を成し遂げている番組」である。放送時間は2分半で、映画などの番組の最後に一緒に放送される事が多い。

## エピソード
※米ディズニー・チャンネルの日程
| シーズン | エピソード数 | 初回放送日    | 最終放送日     |
| -------- | ------------ | ------------- | -------------- |
| 1        | 20           | 2010年12月3日 | 2011年11月25日 |

### サブタイトル

#### シーズン1
| #  | ゲスト                                             |
| -- | -------------------------------------------------- |
| 1  | ジャック・ブラック（吹替：不明）                   |
| 2  | アンディ・サムバーグ（吹替：不明）                 |
| 3  | セス・ローゲン（吹替：不明）                       |
| 4  | トニー・ホーク（吹替：不明）                       |
| 5  | テイラー・スウィフト（吹替：不明）                 |
| 6  | レジス・フィルビン（吹替：不明）                   |
| 7  | ニール・パトリック・ハリス（吹替：杉山紀彰）       |
| 8  | ランディ・ジャクソン（吹替：楠見尚己）             |
| 9  | エマ・ロバーツ（吹替：不明）                       |
| 10 | セドリック・ジ・エンターテイナー（吹替：斎藤志郎） |
| 11 | デビッド・ベッカム（吹替：田中英樹）               |
| 12 | ホーウィー・マンデル*日本未放送                    |
| 13 | ミス・ピギー（吹替：小形満）                       |
| 14 | トム・バージェロン*日本未放送                      |
| 15 | タイ・ペニントン（吹替：後藤敦）                   |
| 16 | ショーン・ホワイト（吹替：魚建）                   |
| 17 | ラリー・キング（吹替：稲葉実）                     |
| 18 | ジェイソン・シーゲル（吹替：藤原啓治）             |
| 19 | ベン・スティラー*日本未放送                        |
| 20 | ガイ・フィエリ（吹替：坂詰貴之）                   |

## フィニアスとファーブのトークしまショー in Japan
日本のディズニーチャンネルが独自に制作したものである。フィニアスとファーブが日本にやってきた設定で、日本人のゲストが登場する。渡辺直美、COWCOW、太田雄貴が登場した。